# A Tatarstan Airlines 363-as járatának katasztrófája
A 363-as járatszámú Boeing 737–53A repülőgép (regisztrációs azonosítója: VQ-BBN), amit a Tatarstan Airlines üzemeltetett, 2013. november 17-én, a Kazanyi nemzetközi repülőtér (KZN) megközelítése során katasztrófát szenvedett, a gép kigyulladt, a gépen utazó 44 fő utas és a 6 főnyi személyzet életét vesztette.
Az U9-363 járat a moszkvai Domogyedovo repülőteret (DME) 18:20-kor hagyta el helyi idő szerint. A 720 km-re keletre lévő Kazáni repülőtér (KZN) megközelítése során egyszer már megkísérelte a leszállást a 11/29 leszállópályán, majd másodszor is kísérletet tett erre. A pilóták kikapcsolták a robotpilótát. Amikor a gép zuhanni kezdett, a gép orrát lenyomták, de a gép mindössze 700 méter magasságban volt, ahonnan túl gyorsan csökkent a magassága, a gép gyakorlatilag függőlegesen a földbe csapódott, majd kigyulladt. Az időjárás az évszaknak megfelelő volt, gyenge szél, enyhe köd, a hőmérséklet 3 °C, a harmatpont 3 °C, a nyomás 993 millibar.

## A repülőgép
A repülőgép előbb Európában, majd Brazíliában, végül Ugandában szolgált, innen vette meg az Oroszországhoz tartozó Tatárföld légitársasága.